# Inlands Nordre härad
Inlands Nordre härad är ett härad i södra Bohuslän. Det omfattar samma område som Stenungsunds kommun samt delar av Kungälvs kommun.  Häradets areal uppgick 1889 till 62 281 tunnland. Häradets  tingsställe var vid gården Smedseröd i Ucklums socken på norra sluttningen på grusåsen på gränsen mellan Spekeröds socken och Ucklums socken mitt i häradet. Det senaste tingshuset där byggdes 1859 och användes till 1937 och finns fortfarande bevarat på platsen.

## Namnet
Inland är en benämning för området häradet ingår i finns nedskrivet första gången 1485 (Indland, Jnland, aff alt Jnlandit) tros ha uppkommit som motsats till det äldre Utlanden.
Namnet Inlands Nordre härad härstammar från tiden kring införlivandet av Bohuslän i det svenska riket efter freden i Roskilde 1658. Ett tidigt belägg av namnet från 1660 på danska är Inland Norder Schiberj "Inlands norra skeppreda". (Se vidare Inland (Bohuslän).)

## Socknar
Inlands Nordre härad omfattade följande sju socknar, från söder till norr:
I Stenungsunds kommun
- Jörlanda
- Norum
- Spekeröd
- Ucklum
- Ödsmål

I Kungälvs kommun
- Hålta
- Solberga

## Geografi
Häradet ligger vid Hakefjorden, havsfjorden innanför Tjörn. Det består delvis av skogklädda områden samt av dalar med jordbruk däremellan. Stenungsund är häradets största ort idag.
Enda sätesgården var Gullbringa säteri i Hålta socken.
Gästgiverier fanns vid häradets tingsställe Smedseröd i Ucklums socken samt i Kyrkeby i Jörlanda socken och Stenungsund i Norums socken.

## Historia
Bohuslän var indelat i skeppsredor fram till den svenska tiden då begreppet skeppsreda byttes ut mot det motsvarande begreppet härad.
Detta härad var under norsk medeltid en skeppsreda med namnet Grössbacka skeppsreda (1430 j Grøts backa skipredho "i Grössbacka skeppsreda"). I detta namn ingår det fornvästnordiska grjót "sten" samt ordet backe. Det syftar på den gamla tingsplatsen Smedseröd (se ovan) på norra sluttningen av grusåsen.

## Län, fögderier, domsagor, tingslag och tingsrätter
Häradet hör sedan 1998 till Västra Götalands län, innan dess från 1680 till Göteborgs och Bohus län, före 1700 benämnd Bohus län. Kyrkligt tillhör församlingarna Göteborgs stift
Häradets socknar hörde till följande fögderier:
- 1686-1966 Inlands fögderi
- 1967-1990 Kungälvs fögderi

Häradets socknar tillhörde följande domsagor, tingslag och tingsrätter:
- 1681-1927 Inlands Nordre tingslag i
  - 1681-1683 Inlands Södre, Inlands Nordre, Inlands Torpe och Inlands Fräkne häraders domsaga
  - 1685-1698 Inlands Nordre, Inlands Fräkne, Lane och Sotenäs häraders domsaga
  - 1698-1856 Inlands Nordre, Inlands Fräkne, Orusts och Tjörns häraders domsaga
  - 1857-1927 Inlands domsaga (Inlands Södre, Inlands Nordre, Inlands Torpe och Inlands Fräkne härader)
- 1928-1947 Inlands norra tingslag i Inlands domsaga
- 1948-1954 Inlands tingslag i Inlands domsaga
- 1955-1970 Orusts, Tjörns och Inlands tingslag i Orusts, Tjörns och Inlands domsaga

- 1971-2006 Stenungsunds tingsrätt och dess domsaga
- 2006- Uddevalla tingsrätt och dess domsaga